# Junta tòrica

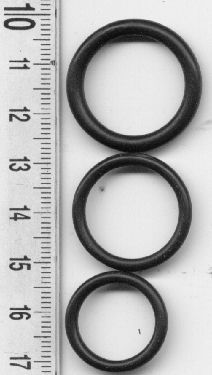
Joc de juntes tòriques

Una junta tòrica és una junta d'estanquitat amb forma toroïdal, habitualment feta de cautxú, la funció de la qual és assegurar l'estanquitat de fluids, per exemple en cilindres hidràulics i pneumàtics, així com en equipament de submarinisme. En general, es fa servir en equips per impedir l'intercanvi de líquids i gasos a les unions entre peces desmuntables. Les juntes tòriques se situen a ranures dissenyades per aquesta finalitat als elements de tancament, sovint eixos i tapes. Hi ha diversos tipus de juntes tòriques per diverses aplicacions, com per exemple segons el material del qual es compon. En aquest cas, depèn principalment de la pressió i la temperatura de treball a les quals seran sotmeses.